# Guzmania pennellii
Guzmania pennellii är en gräsväxtart som beskrevs av Lyman Bradford Smith. Guzmania pennellii ingår i släktet Guzmania och familjen Bromeliaceae. Inga underarter finns listade i Catalogue of Life.